# Lac San Rafael
Le lac San Rafael est un lac de barrage situé dans le département de Cundinamarca, en Colombie. 

## Géographie
Le lac San Rafael est situé sur le cours du río Teusacá, dans la municipalité de La Calera, à 5 km au nord-est de la ville de Bogota. 
Il a un volume de 71 millions de m3, pour une superficie de 3,71 km2.